# Bello, Spanien
Bello är en kommun i Spanien. Den ligger i provinsen Provincia de Teruel och regionen Aragonien, i den centrala delen av landet, 190 km öster om huvudstaden Madrid. Antalet invånare är 282. Arean är 52 kvadratkilometer.
Terrängen i Bello är platt.